# Kreuchel Illés
Kreuchel Illés (? – Selmecbánya, 1666. december 5.) evangélikus iskola-igazgató.

## Életútja
Strassburgi származású; 1646-ban nagy tudományáért Szepesváraljáról meghívták az akkor híres bártfai iskolába rektornak Spléni Illés helyére, aki városi jegyző lett. 1649. november 4-től rektor volt Besztercebányán, honnét hasonló minőségben 1661. január 22-én Selmecbányára ment.

## Munkái
- Εκιαγραϕια proponens paucis naturam, indolem & genium Envnciationis Modalis Secundariea. Dogmaticè & Canonicè. Consignata a M. E. Kreüchel ... quam In Examine anniversario publicè pro viribus tuendam suscepit, Matthias Heinzelius ... Trenchinii, Anno 1655. 30. Aprilis.
- Dissertatio de Tradvce Animae rationalis, (nimirum, quod hodiè post Hexaëmeron nostrae animae non à Parentibús propagantur) deprompta ex sacrarum literarum Tabulis à M. Elia Krevchelio ... Leutsoviae, 1656.
- Elenchus Argvmentorvm, quae ex Libro Naturae à Traducis hostibus depromi & solent, & valent, elaboratus a M. Elia Kreuchelio, Argentina Alsato ... quem pro virili suâ tuendum suscepit ... 1655. Octobris Andreas Thann ... Uo. 1656.
- Disceptatio Praeliminaris De 1. Verâ formae materialis & immaterialis differentia; 2. Educationis formae materialis à materia comento, 3. Generationis Physicae naturâ & quiditate, 4. Creationis propriè sic dictae adaequatâ ... Trenchinii, 1656.
- Elenchvs Argumentorum. Quae ab hostibus veritatis adversus numericam unitatem aminae humanae in scenam produci solent, adornatus à M. Elia Kreüchelio ... M.DC.LVII. Octobris 26 .... Leutschoviae.
- Elenchvs Argumentorvm, Quae contra animae rationalis propagationen ex Libro Scripturae in medium afferri solent ab adversâ parte, quae hodie animas nostras à parentibus propagari negat: concinnatus ... Quem pro viribus suis tuebitur divino Numine aspirante Clemens Lauff ... 1657. (Trenchin).
- Dissertatio quae ostendit In uno supposito humano non tres, sed unam numero duntaxat animam dari, quae non solum ratiocinandi, sed etiam sentiendi & vegetandi munia perficit, Ex libro tàm Scripturae, qvàm Naturae deprompta, & elaborata ... quam in Examine anniversario publicè defendendam suscepit Georgius Holvaith ... M.DC.LVII. 27. Aprilis. Treenchinij.
- Εκιαγραϕια Theologica De Differentia Reali Fidei Salvificae, Historicae Et Miraculosae Elaborata à... Sed Respondentis provinciam capessente Sigismundo Guet ... M.DC.LIX. Mense Julio ... Jenae, 1659.
- Exercitium Theologicum de Natura Relationum Personalium Sacro Sanctae Trinitatis, Quod Deo annuente sub Praesidio & censura. M. Eliae Kreüchel ... Publicae Ventilationi exponit Georgius Gobius ... M.DC.LX. (Bártfa).
- Sciagraphia Teologica de Vniversali Salvatoris Nostri Passione, Et Statisfactione, quod non solum pro Electis, sed etiam pro reprobis sit mortuus, adornatà a M. Elia Kreüchel ... sed pro virili propugnanda & publicè tuenda ab Andrea Horeczni... 1663. ... Aprilis ... Leutschoviae.